# Helle László
Helle László (Budapest, 1950. február 10. –) gyártásvezető, producer.

## Életpályája
Szülei Helle Ferenc és Radocza Mária. 1950–1959 között Büssüben élt. 1964–1968 között a II. Rákóczi Ferenc Gimnázium műszerész szakán tanult. 1969–1976 között az Országos Légügyi Parancsnokságon dolgozott. 1976–1989 között a Magyar Televízió felvétel- és gyártásvezetője volt Vitray Tamás mellett. 1984–1987 között a Színház- és Filmművészeti Főiskola gyártásszervező szakán tanult. 1989-től a Transatlantic Media Associates gyártásvezetője, producere és elnöke volt.
Együtt dolgozott többek közt Gothár Péterrel, Marton Lászlóval, Felvidéki Judittal, Dömölky Jánossal, Várkonyi Gáborral, Sík Endrével és John Reménnyel.
Az Aranyág Alapítvány alapító kuratóriumának tagja. A Tunyogi Erzsébet-féle játszóház alapítvány alapító tagja. Az Örkényi Szabad Íjászok Egyesületének tagja.

## Magánélete
1982-ben házasságot kötött Bartos Kornéliával. Egy lányuk született: Dorottya (1984).

## Munkái
| - Nyolc évszak (1987) - Névtelen levelek (1987) - A gyilkosok köztünk vannak (1989) - Vörös király, fehér lovag (1989) - Birtokos eset (1989) - Magyar rekviem (1990) - Max és Helen (1990) - Forgotten Prisoners: The Amnesty Files (1990) - The Josephine Baker Story (1991) - Fravy Train II. (1991) - Ashenden (TV Mini-Series 1991) - Maigret I. part 1-6. @ II. part 7-12. (1992) - Útlevél a halálba (1993) - Pillangó úrfi (1993) - Nagy Károly - Charlemagne (1993) - Testa Bassa (1994) - Helycsere (1994) - Minden úgy van, ahogy van (1994) - Brother Cadfael - Series I., II., III és IV. (1994) - Patika (1994-1995) - Les nouvelles aventures des Intrépides (1992-1995) - Harlequin Romance series (1995) - Egy kölyök Artúr király udvarában (1995) - X polgártárs (1995) - Raszputyin (1996) - Evita (1996) - Michael Jackson's History (1997) - A játékos (1997) - A Notre Dame-i toronyőr) (1997) - For My Baby (1997) - Apa győz (1997) - Szívlövés (1998) - Harctéri harsonák (1998) - A bukás (1998) - Hazudós Jakab (1999) - A Horvát Szindróma (2000) | - Csak ülök és mesélek - Mindent vagy semmit - Képjáték - Szerencsekerék - Zsákbamacska - Góóól! - Dáridó - Gálvölgyi Show |